# ریزدانه
در زیست‌شناسی سلولی، ریزدانه (نام علمی: Granule) یک ذره کوچک است. هر شکلی می‌تواند داشته باشد و به سختی با میکروسکوپ نوری دیده می‌شود. عموماً از اصطلاح ریزدانه برای توصیف وزیکول‌های ترواشی استفاده می‌شود.